# Соколовский, Владимир Александрович
Владимир Александрович Соколовский (1 мая 1874 — 24 февраля 1959) — российский, советский инженер-архитектор.

## Биография
Родился в мае 1874 года в Витебской губернии в польской семье. В раннем возрасте лишился родителей, воспитывался в сиротском учебном заведении.
Жена - Мария Георгиевна (1884 - 1953).
В 1895 году поступил в Институт гражданских инженеров императора Николая I. Окончил институт в 1901 году. Получил назначение в Красноярск на должность младшего архитектора города.
С 1906 года по 1916 год был губернским архитектором.
В 1907 году по проекту Соколовского была построена синагога в городе Ачинск. В 1912 году проведена реконструкция канского Свято-Троицкого собора.
В 1910-1911 года по проекту Соколовского было построено трёхэтажное кирпичное здание, в котором позже разместился Красноярский почтамт.
Всего в Красноярске построил или реконструировал более 50 зданий, многие из них являются памятниками архитектуры, например, Спасский Собор в Минусинске (перестройка, 1902-1904 год).
В Енисейской губернии и Красноярском крае В. А. Соколовским было спроектировано свыше 100 мостов и переходов на Сибирском тракте, и свыше 100 зданий.
В 1920 году Владимир Александрович был переведён в отдел государственных сооружений губсовнархоза. С 1922 года преподавал на строительном отделении политехникума. С 1930 года читал лекции по строительству и архитектуре в Красноярском лесотехническом институте.
С 1937 года — член Союза советских архитекторов. С 1944 года по 1946 год — начальник Красноярского краевого отдела по делам архитектуры.
Похоронен на Троицком кладбище Красноярска.

## Основные работы

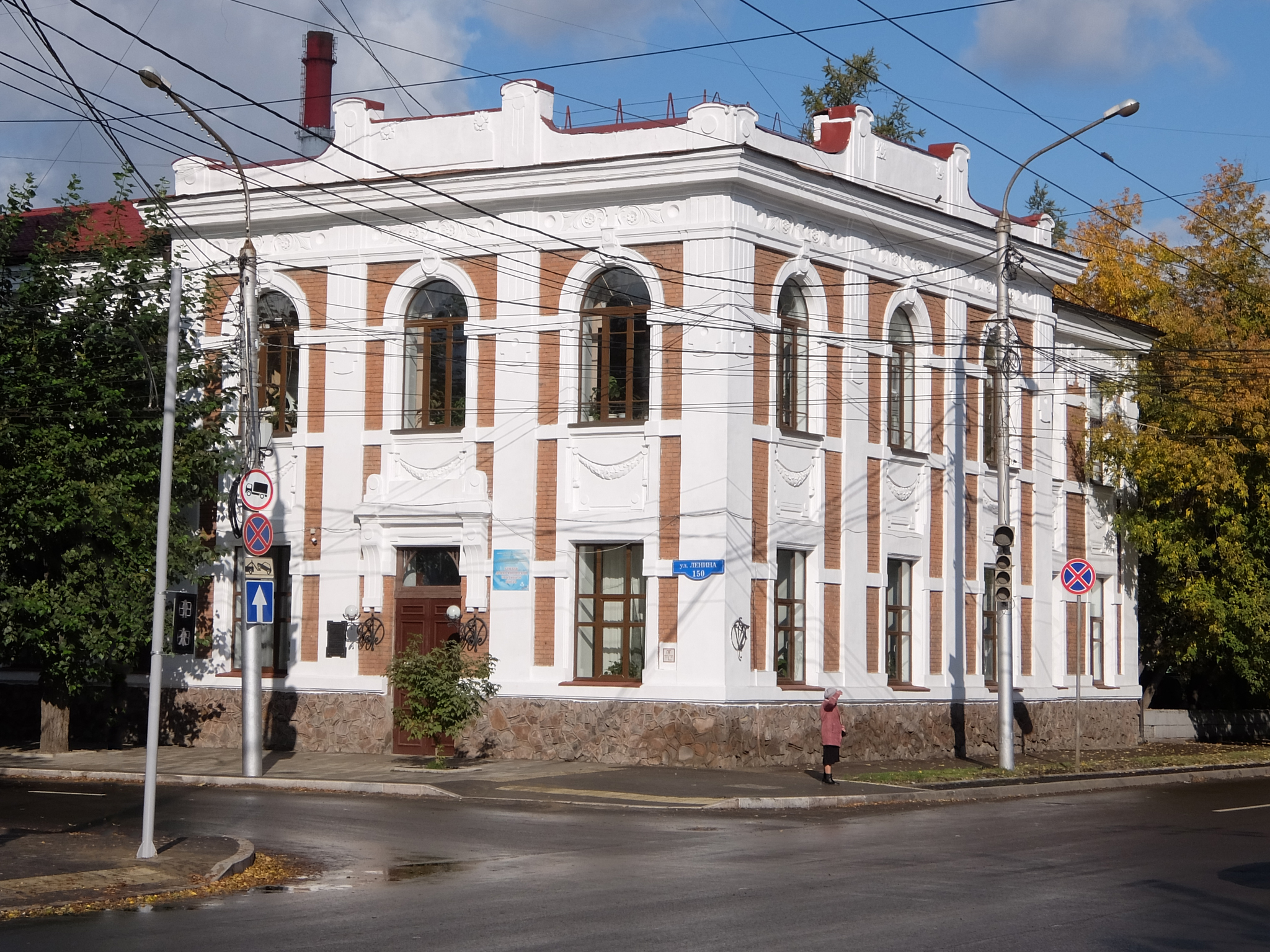
Здание Городского начального училища

- Дом пушной фирмы «Братья Ревильон» (пр. Мира, 49). Фасад здания впервые в Красноярске был отделан гранитом и серым мрамором. Построен в 1914—1915 годах.
- Здание для общественного собрания. Построено в 1912-1913 году (ныне Дом офицеров). Пышная, богатая, изящная отделка в стиле «московского ампира».
- Дом купца Гадалова. Перекресток Гостинской улицы (ул. Карла Маркса) и Дубенского переулка (ул. Парижской Коммуны). Построен в 1911 году.
- Торговый дом Либмана (пр. Мира, 96) 1909—1910 год.
- Здание Начального училища (ул. Ленина, 150). Построено в 1911 году.

Отличительная черта зданий Соколовского — парадные лестницы с чугунными перилами.
Владимир Александрович в Красноярске построил два деревянных дома: по ул. Ленина 167, и в 1913 году реконструировал дом купца Цукермана (ул. Ленина 66).

## Другие работы

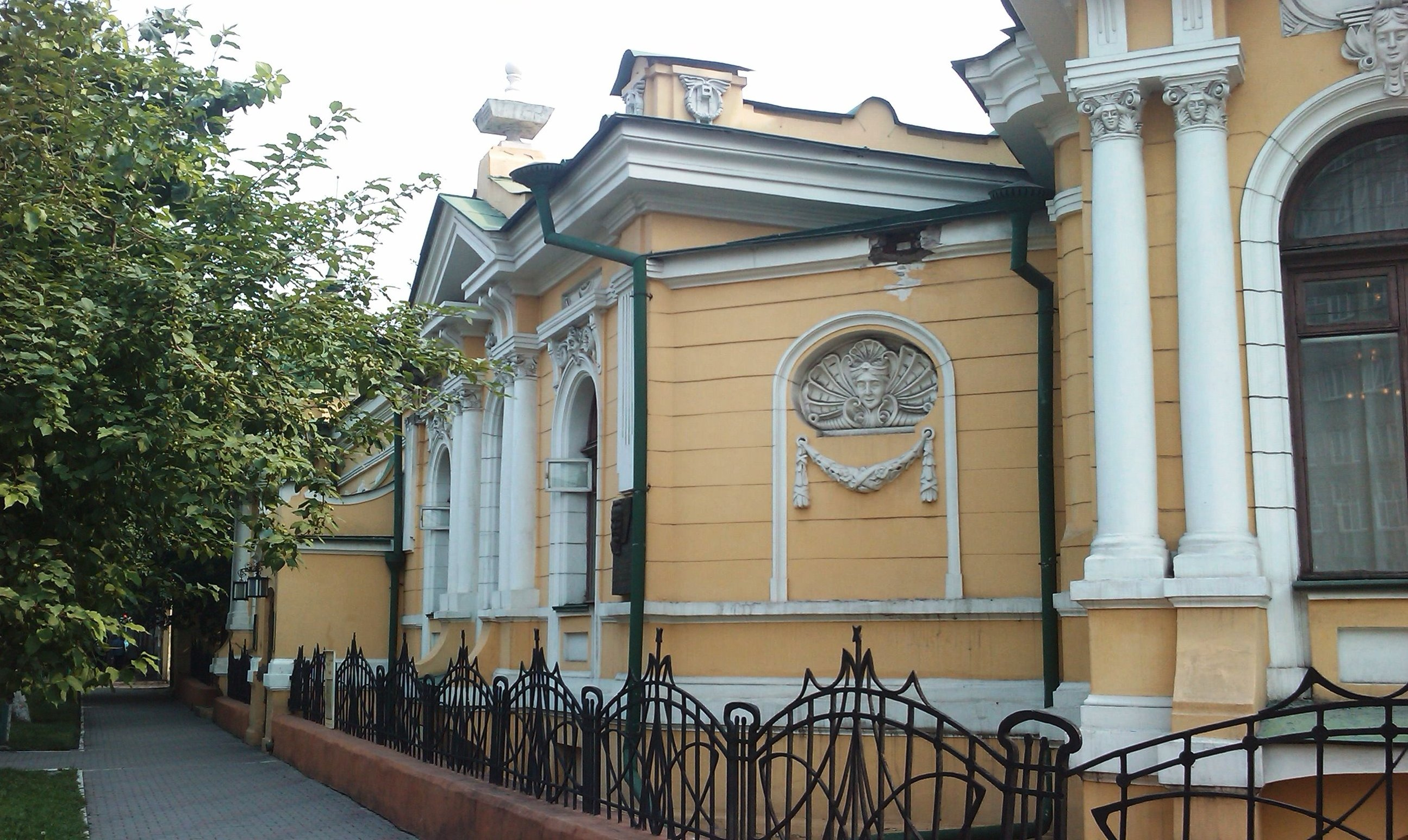
Особняк В. Н. Гадаловой в Красноярске

- двухэтажный дом Кохановских «для типографии» (1908—1909 гг., пр. Мира, 55);
- особняк В. Н. Гадаловой (1909—1910 гг., ул. Маркса, 36);
- дом М. М. Зельмановича (1910—1911 гг., ул. Маркса, 73);
- Красноярский почтамт (1911), строился как доходный дом, ул. Ленина, 62.

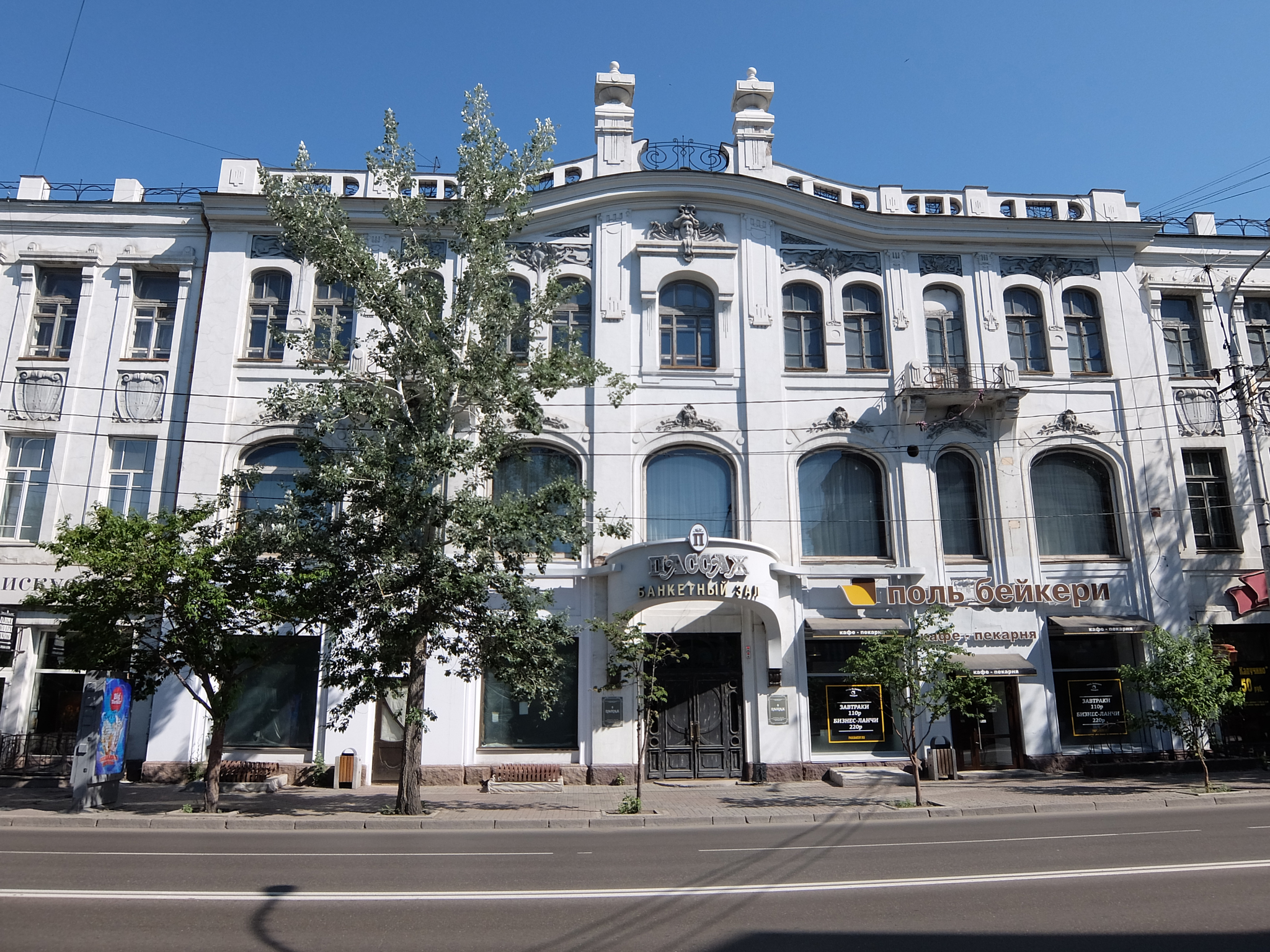
Торговый дом Либмана
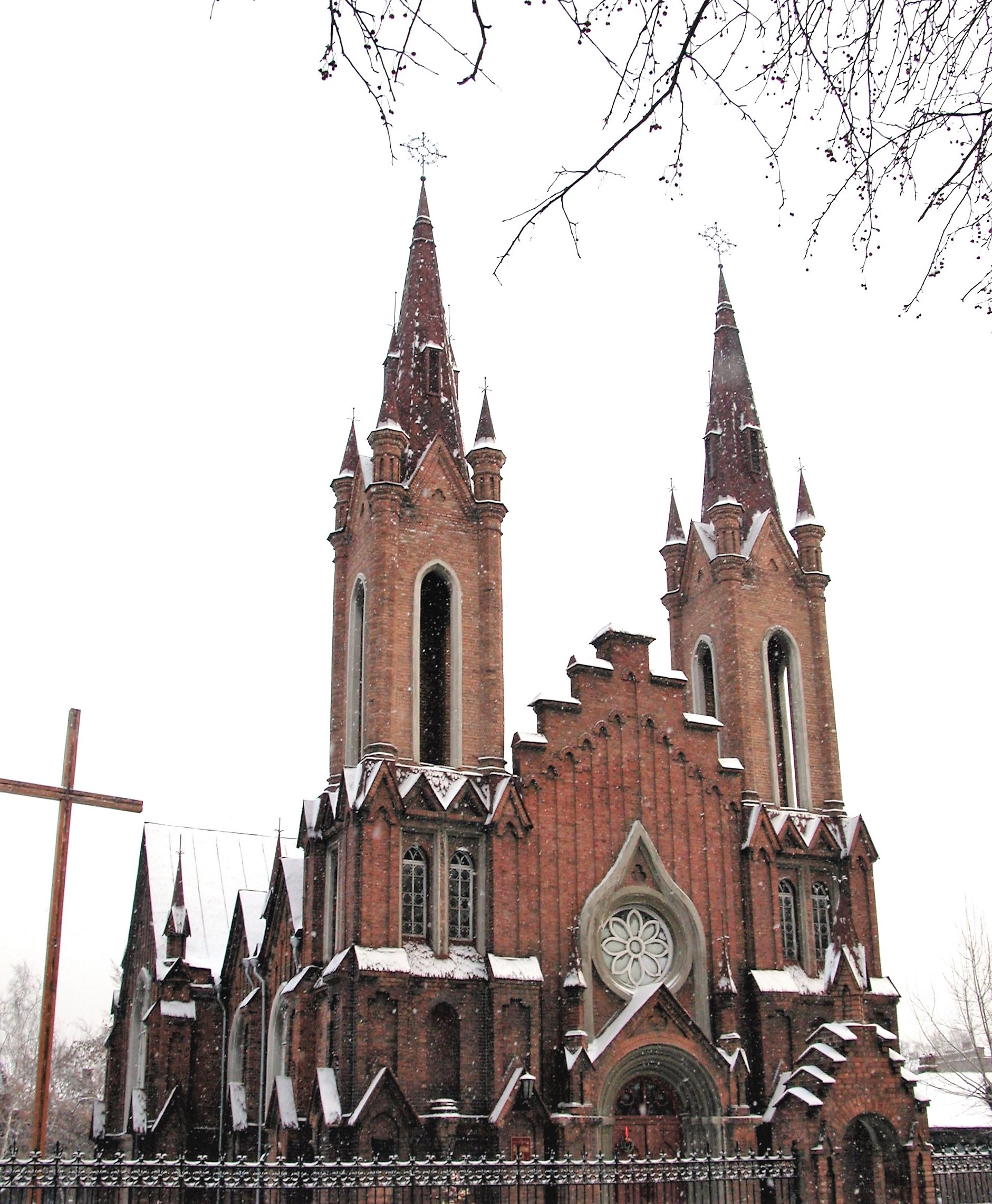
Костёл Преображения Господня
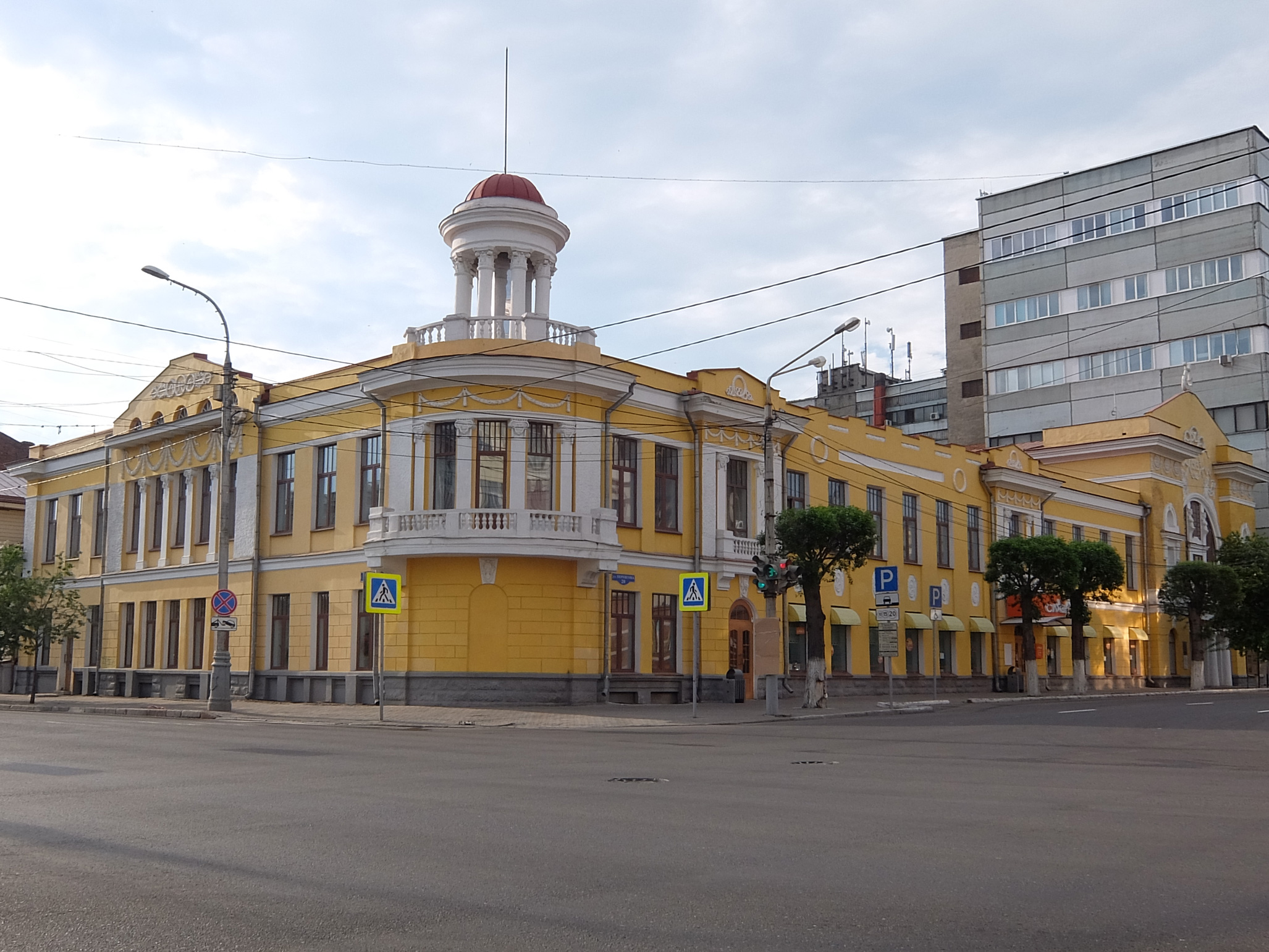
Здание Общественного собрания
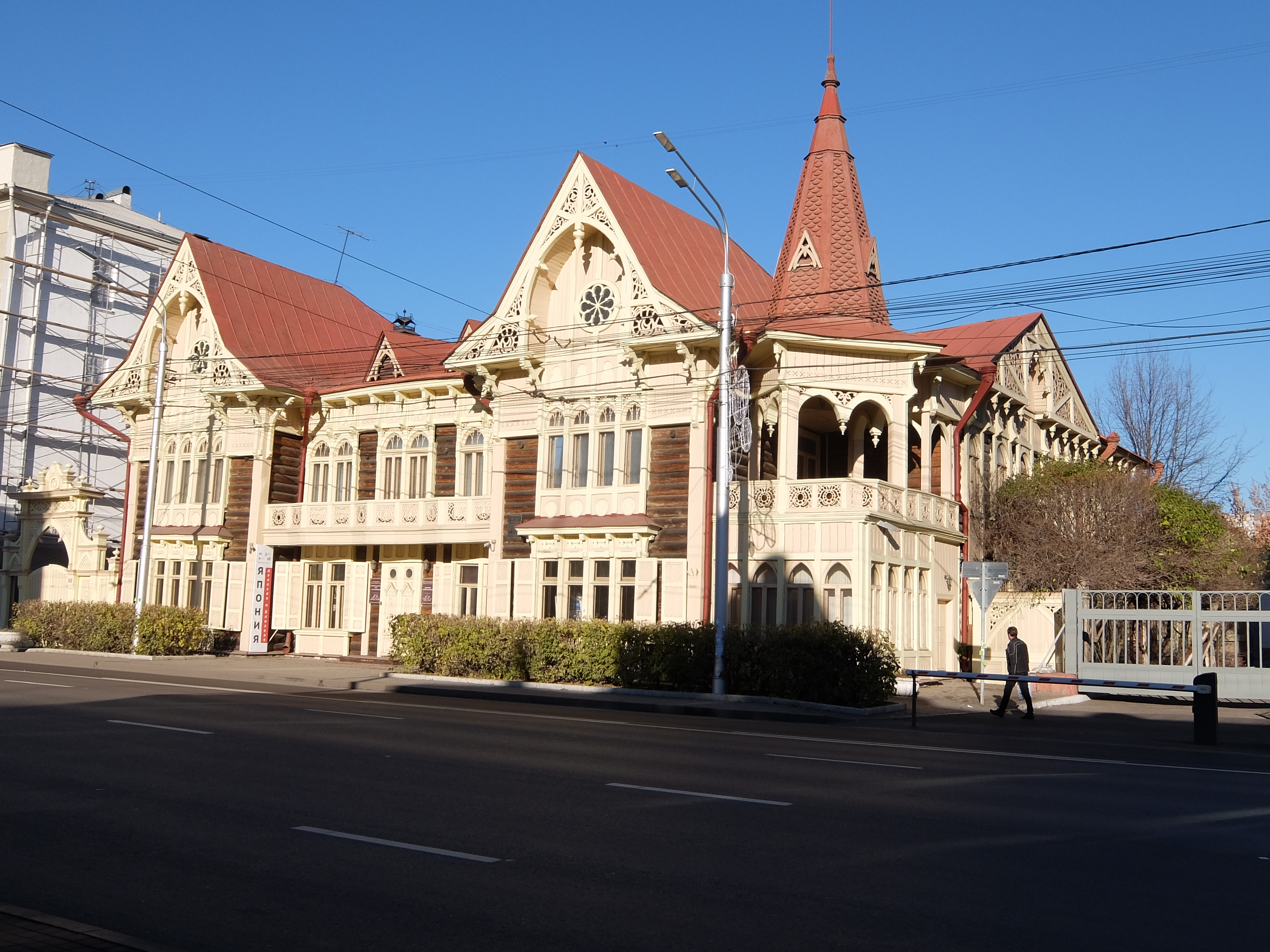
Дом Цукермана